# Frankie Thomas
Frankie Thomas Jr. est un acteur et écrivain américain, né à New York le 9 avril 1921, décédé d'un cancer à Los Angeles (Californie) le 11 mai 2006.
Il est le fils des acteurs Frank M. Thomas et Mona Bruns. Son oncle, Calvin Thomas, était aussi acteur.

## Biographie
Frankie Thomas Jr. apparait dans de nombreux films et séries tout au long des années 1930 à 1950. Vers la fin de sa vie, il écrit également un certain nombre de romans mettant en scène Sherlock Holmes.

## Filmographie partielle
- 1934 : L'Enfant du mercredi de John S. Robertson
- 1935 : A Dog of Flanders d'Edward Sloman : Nello Daas
- 1937 : Les Aventures de Richard le téméraire, série en 12 épisodes, d'après une bande dessinée.
- 1938 : Nancy Drew... Detective
- 1938 : Des hommes sont nés
- 1939 : Nancy Drew... Reporter
- 1939 : Nancy Drew... Trouble Shooter
- 1939 : Nancy Drew et l'escalier secret (Nancy Drew and the Hidden Staircase) de William Clemens
- 1939 : En surveillance spéciale (Invisible Stripes de Lloyd Bacon
- 1942 : Toujours dans mon cœur
- 1942 : Uniformes et Jupons courts (The Major and the Minor) de Billy Wilder
- De 1948 à 1955 : Tom Corbett Space Cadet, série de science-fiction, d'après Robert Heinlein.